# Daniel Lefebvre
Pour les articles homonymes, voir Lefebvre.
Daniel Lefebvre, né à Tournai en 1949, est un compositeur et organiste belge.
Directeur-adjoint honoraire de l'Académie d'Uccle (musique, danse et arts parlés).
Il est l’auteur de nombreux ouvrages didactiques, théoriques et pratiques, d’apprentissage de la musique ; plusieurs de ses compositions sont également publiées aux Editions Maurer (Bruxelles), Editions Archets (Bruxelles), Editions Tyssens (Liège).

## Compositions éditées
- Adagio et Allegro, duo pour clarinettes ou saxophones altos et piano (Maurer)
- Andante giocoso pour trompette ou trombone et piano (Maurer)
- Ballade pour clarinette ou cor de basset et piano (Maurer)
- Cantabile e Scherzando pour trompette et piano (Maurer)
- Cinq pièces faciles pour piano (Maurer)
- Diptyque pour saxophone alto et piano (Maurer)
- Duettino pour violon et piano (Archets)
- Gemmes, 18 morceaux pour flûte et piano, en 3 volumes (Maurer)
- Promenade au pays du Milieu pour flûte et piano (Archets)
- Quadri e Cuori, due carte per trombone e piano (Maurer)
- Suite pour orgue (Tyssens)

## Ouvrages pédagogiques édités
- Premiers pas, méthode de lecture pour débutants, en clé de sol (Maurer)
- Initiation à la clé de fa (Archets)
- Méthode de lecture : ut 1 - ut 3 - ut 4 (Maurer)
- Rythmes & Chromatisme, clé de sol, exercices sans accompagnement (Archets)
- 14 lectures musicales  à 2 clés (Archets)
- 15 leçons de solfège  à 2 ou 5 clés (Maurer)
- 18 leçons de solfège  à 2 clés (Maurer)
- 19 lectures musicales  à 2 clés (Archets)
- 20 leçons de solfège  à 2 clés (Maurer)
- 38 leçons de solfège de concours (1e année, clé de sol) - en collaboration - (Maurer)
- 40 leçons de solfège de concours (2e année, 2 clés) - en collaboration - (Maurer)
- Approche des grands maîtres,  2 vol. clé de sol, ou 2 vol. clé de fa, accompagnement, 4 vol. (Maurer)
- De Monteverdi à Debussy  à 2 clés, en 2 volumes (accomp. 4 vol.) (Maurer)
- 20 pièces du répertoire  pour 2, 3 ou 4 voix et piano (Maurer)
- Théorie de la musique et devoirs  en 5 volumes (Maurer)
- Compléments de théorie de la musique  pour le degré de perfectionnement (à compte d'auteur)
- Méthode active de dictées musicales enregistrées  3 degrés - chacun : 1 livre, 2 CD (Archets)
- Méthode active de lecture musicale enregistrée :  clé de sol ou 2 clés - chacun : 1 livre, 2 CD (Archets)